# ماولينونغ
ماولينونغ هي قرية تقع في شرق كازي هيلز بولاية ميغالايا، شمال شرق الهند، تشتهر بنظافتها وتلقب بأنها أنظف قرية في آسيا.